# Ван Флек, Джон Хазбрук
Джон Хазбрук Ван Флек (англ. John Hasbrouck van Vleck; 13 марта 1899[…], Мидлтаун — 27 октября 1980[…], Кембридж, Массачусетс) — американский физик, лауреат Нобелевской премии по физике 1977 года.
Член Национальной академии наук США (1935), иностранный член Лондонского королевского общества (1967), Французской академии наук.
Работы по квантовой теории атомной структуры, магнетизму, теории валентности, изучению атомных и молекулярных спектров, ферро- и ферримагнитному резонансу. Один из создателей современных представителей о магнетизме вещества. Разработал квантовомеханическую теорию диа- и парамагнетизма (1926—1928), получил парамагнитную добавку к диамагнитной восприимчивости несимметричных атомов и молекул, названную ванфлековским парамагнетизмом (1927). Развил теорию внутрикристаллического (лигандного) поля. Дал детальную трактовку антиферромагнетизма (1941), термодинамическую теорию молекулярного поля для антиферромагнетиков, развил гейзенберговскую модель локализованных спинов и предложил эффективный спиновый гамильтониан.
Построил (1940—1941) теорию спин-решёточной релаксации для парамагнитных ионов в кристаллах, обусловленной спин-орбитальным взаимодействием и модуляцией внутрикристаллического поля колебаниями решетки (механизм Кронига — Ван Флека). Предсказал эффект фононного узкого горла в спин-решеточной релаксации парамагнитных ионов при низких температурах, ввел понятие спиновой температуры в проблеме динамической поляризации ядер. Открыл новый тип анизотропного взаимодействия, связанного со спин-орбитальным взаимодействием электронов, построил микроскопическую теорию магнитной анизотропии.

## Награды
- 1929 — Стипендия Гуггенхайма[7]
- 1950 — Премия памяти Рихтмайера
- 1965 — Премия Ирвинга Ленгмюра[англ.]
- 1966 — Национальная научная медаль США
- 1971 — Медаль Эллиота Крессона
- 1974 — Медаль Лоренца
- 1977 — Нобелевская премия по физике совместно с Филипом Андерсоном и Невиллом Моттом, «За фундаментальные теоретические исследования электронной структуры магнитных и неупорядоченных систем».